# Taxiphyllum alternans
Taxiphyllum alternans là một loài Rêu trong họ Hypnaceae. Loài này được (Cardot) Z. Iwats. miêu tả khoa học đầu tiên năm 1963.